# Svenska skolan i Madrid
Svenska skolan i Madrid, Colegio Sueco en Madrid, skola i Madrid i Spanien som var verksam under detta namn mellan 1944 och 1990 då den bytte namn till Skandinaviska skolan i Madrid, Colegio escandinavo en Madrid. Under 1970-talet och 1980-talet var det den största svenska utlandskolan.[källa behövs]
Verksamheten startade under rektor Norel i en lägenhet i Madrid och flyttade 1969 till en fastighet i närheter av Avenida America. Vid den tidpunkten fanns det nästan 100 elever i 9 grundskoleårskurser. Nästa flytt skedde 1974 till nya lokaler i La Moraleja. Åke Skeppare blev ny rektor och elevantalet steg till över 200 inkluderande gymnasiestuderande vid Liber Hermods.